# District de Dabas
Le district de Dabas (en hongrois : Dabasi járás) est un des 18 districts du comitat de Pest en Hongrie. Il compte 48 746 habitants et rassemble 11 localités : 8 communes et 3 villes dont Dabas, son chef-lieu.

## Localités
- Bugyi
- Dabas
- Hernád
- Inárcs
- Kakucs
- Örkény
- Pusztavacs
- Táborfalva
- Tatárszentgyörgy
- Újhartyán
- Újlengyel
- Újszilvás